# وزارة الدفاع (أفغانستان)
وزارة الدفاع الوطني الأفغانية هي إحدى الوزارات الرئيسية في جمهورية أفغانستان الإسلامية . وزارة الدفاع الوطني مسؤولة عن مراقبة القوات العسكرية الأفغانية والسيطرة عليها وقيادتها وإدارتها. يشغل حاليًا محمد يعقوب مجاهد منصب وزير الدفاع الأفغاني.